# باتريس غاي
باتريس غاي (بالفرنسية: Patrice Gay)‏ هو سائق سباق فرنسي، ولد في 14 نوفمبر 1973 في بورج في فرنسا.

## وصلات خارجية
- باتريس غاي على موقع DriverDB.com (الإنجليزية)